# سفیده تخم‌مرغ

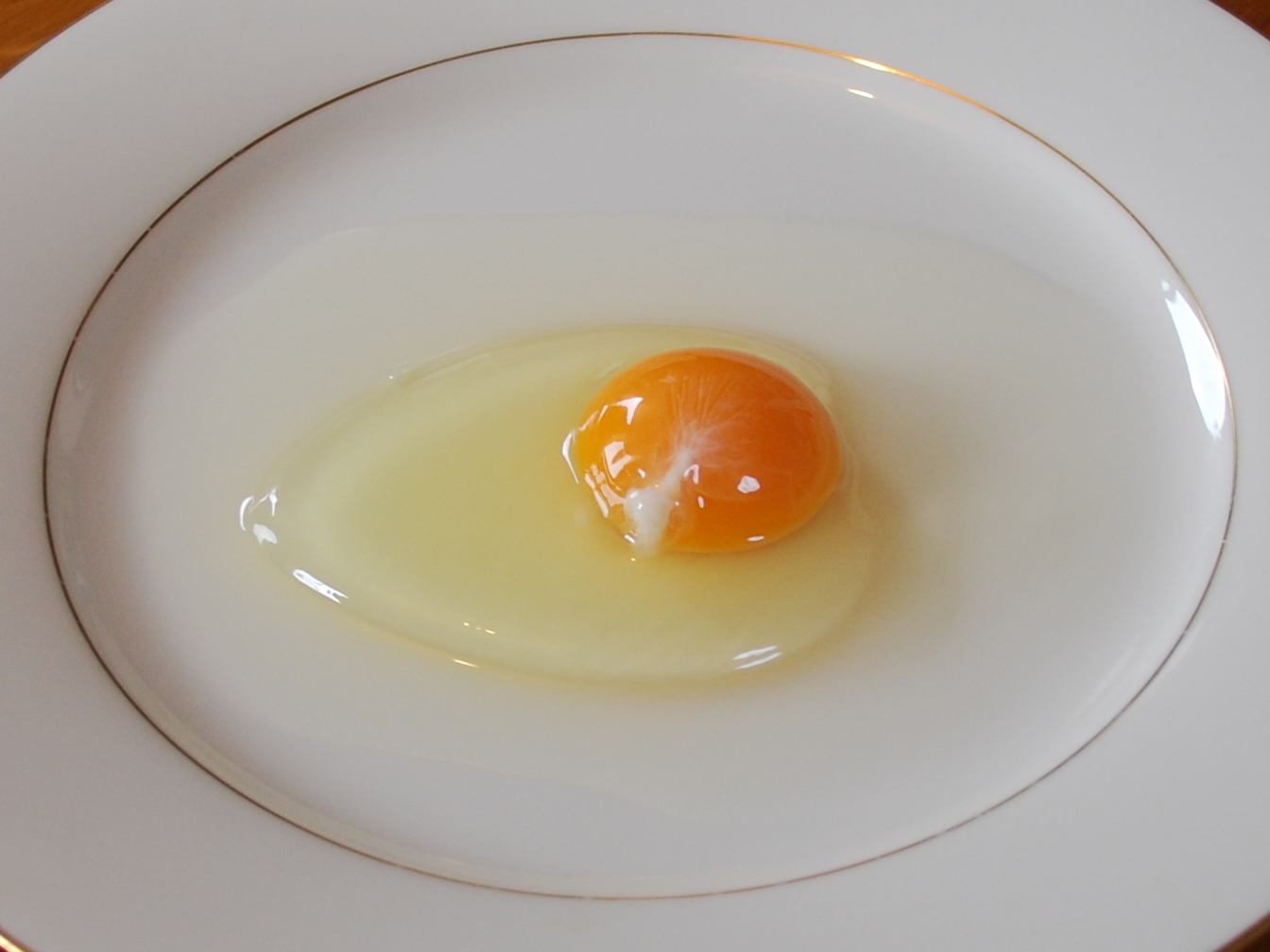
سفیدهٔ تخم‌مرغ که زردهٔ تخم‌مرغ را احاطه کرده‌است.

سفیدهٔ تخم‌مرغ نام رایج برای نامیدن مایع روشن داخل تخم‌مرغ است. سفیدهٔ تخم‌مرغ اطراف زردهٔ تخم‌مرغِ بارورشده و غیر بارور را در برمی‌گیرد. وجود سفیده برای محافظت از زرده و همچنین تغذیه و رشد رویان لازم است. ۹۰ درصد تخم‌مرغ از آب تشکیل شده و ۱۰ درصد آن حاوی پروتئین‌هایی مانند آلبومین است. برخلاف زرده، که ازنظر داشتن لیپید یا چربی غنی است، سفیده تخم‌مرغ تقریباً فاقد چربی است و کربوهیدرات کمتر از یک درصد آن را تشکیل می‌دهد. سفیدهٔ تخم‌مرغ در بسیاری از غذاها مانند موس کاربرد دارد. همچنین کاربردهای بسیار دیگری مانند ساخت واکسن دارد ورزشکاران می‌توانند از تخم مرغ به‌خصوص سفیدهٔ آن بهره فراوان ببرند.

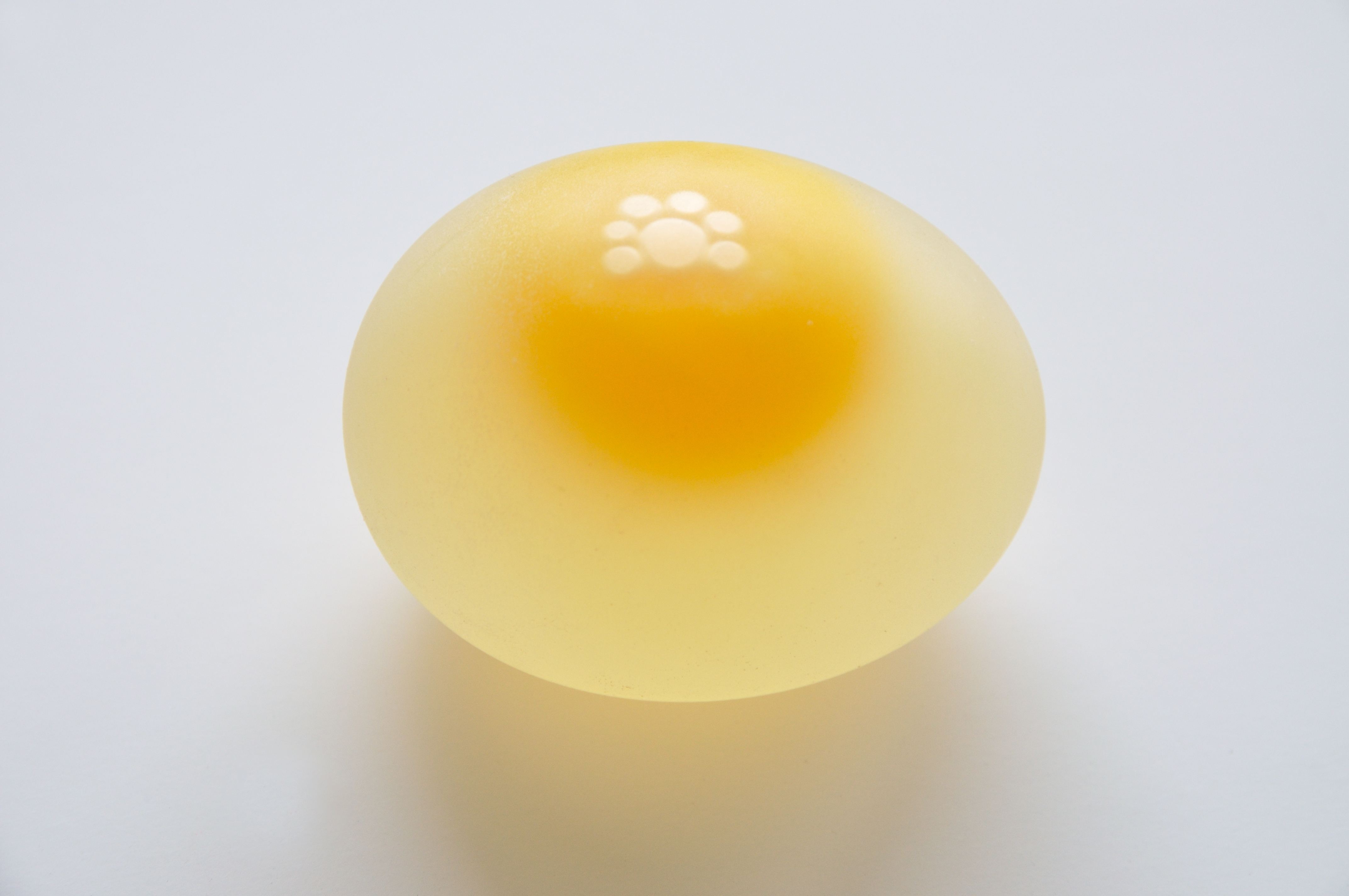
بیشتر انسان‌ها در رژیم غذایی خود از انواع تخم استفاده می‌کنند. در این نگاره دو قسمت خوراکیِ این مادهٔ غذایی دیده می‌شود. در این تخم‌مرغ (نوعی که معمولاً مصرف می‌شود) بدون پوسته، سفیده و زرده مشاهده می‌گردد. سفیدهٔ تخم مایعی شفاف است که زرده را دربرمی‌گیرد. این مایع دارای ۹۰٪ آب و ۱۰٪ پروتئین محلول است. زرده نیز به‌شکل گویی زردرنگ و پایدار است که همهٔ چربی و کلسترول یک تخم در آن ذخیره است. حدود نیمی از زرده را انواع پروتئین تشکیل می‌دهد. این تخم بدون پوسته از قرار دادن یک تخم‌مرغ طبیعی در سرکه ظرف مدت ۴۸ ساعت حاصل شده‌است.

## مسائل مربوط به سلامت
اگرچه سفیدهٔ تخم‌مرغ به‌عنوان یک منبع کم‌چرب، و دارای پروتئین بالا از نظر تغذیه با ارزش است، درصدی از مردم قادر به خوردن آن نیستند. تخم‌مرغ خام یکی از شایع‌ترین علل ایجاد آلرژی غذایی است. تخم‌مرغ از پروتئین‌های مختلفی ساخته شده‌است، که برخی از آن‌ها حساسیت‌زا هستند. بیشتر افرادِ مبتلا به حساسیت به تخم‌مرغ، به پروتئین‌های موجود در سفیدهٔ تخم‌مرغ واکنش نشان می‌دهند و برخی نیز به زرده حساسیت دارند.